# Johanna Anderka
Johanna Maria Lydia Anderka (* 12. Januar 1933 in Mährisch Ostrau; † 5. August 2022 in Ulm-Wiblingen) war eine deutsche Schriftstellerin und Lyrikerin.

## Leben und Werk
Johanna Anderka befasste sich bereits in jungen Jahren mit der Literatur. Ihr literarisches Schaffen umfasst vor allem Gedichte, aber auch Kurzgeschichten und Erzählungen.
Sie engagierte sich in verschiedenen literarischen Vereinigungen, vor allem in der Künstlergilde Esslingen, wo sie auch als Jurorin für das jährliche Preisausschreiben fungiert. Sie war ferner Mitarbeiterin der „SILHOUETTE-Literatur International“. 2011 wurde sie ordentliches Mitglied der Klasse der Künste und Kunstwissenschaften der Sudetendeutschen Akademie der Wissenschaften und Künste.
Johanna Anderka lebte in Ulm–Wiblingen, wo sie am 5. August 2022 im Alter von 89 Jahren starb.

## Preise und Auszeichnungen
- 1. Preis der Literarischen Union Saarbrücken, 1977
- 3. Preis der Interessengemeinschaft deutschsprachiger Autoren Fulda, 1980
- 1. Hafizpreis Lyrik, 1989
- 1. Hafizpreis Prosa, 1989
- Kulturpreis für Schrifttum der Sudetendeutschen Landsmannschaft, 1988
- Literaturpreis der GEDOK Rhein-Main-Taunus, 1990
- Ehrengabe zum Andreas-Gryphius-Preis, 1992
- Inge-Czernik-Förderpreis für Lyrik, 1994
- Nikolaus-Lenau-Preis (Lyrikpreis der Künstlergilde Esslingen), 1985 und 1987
- Pro-arte-Medaille der KünstlerGilde, 2007

## Mitgliedschaften
- Künstlergilde Esslingen
- Klasse der Künste und Kunstwissenschaften (seit 2011)
- Exil-P.E.N-Club
- Gesellschaft für zeitgenössische Lyrik
- GEDOK Stuttgart
- Die Kogge
- Verein Ulmer Autoren 81

## Veröffentlichungen (Auswahl)
- Blaue Wolke meiner Träume, Lyrik  zum Angewöhnen Bd 32 / MuNBoesche 1987
- Vertauschte Gezeiten, Lyrik / Edition L. 1995
- Ausgefahren die Brücken, Lyrik / Edition L.1997
- Bewahrte Landschaft, Kurzprosa / Verlag freier Autoren 1999
- Silbenhaus, Lyrik / Edition L. 2000
- 11. September 2001, Lyrik / Esslinger Reihe der Künstlergilde
- Zugeteilte Zeit, Lyrik / Edition L 2003
- Namen geben den Zeichen, Lyrik. 2007
- anthologisch in: Poesiealbum neu (Hg.: Ralph Grüneberger); mehrere Ausgaben von 2007 bis 2013

## Belege
1. ↑  Biografische Angaben von Johanna Anderka. In: Kürschners Deutscher Literatur-Kalender 2016/2017. Band I: A–O. Band II: P-Z. Walter De Gruyter Incorporated, 2016, ISBN 978-3-11-045397-3, S. 17.
2. ↑  Eintrag Johanna Anderka (Sudetendeutsche Akademie der Wissenschaften und Künste), abgerufen am 7. August 2022

| Personendaten    | Personendaten                                     |
| ---------------- | ------------------------------------------------- |
| NAME             | Anderka, Johanna                                  |
| ALTERNATIVNAMEN  | Anderka, Johanna Maria Lydia (vollständiger Name) |
| KURZBESCHREIBUNG | deutsche Schriftstellerin und Lyrikerin           |
| GEBURTSDATUM     | 12. Januar 1933                                   |
| GEBURTSORT       | Mährisch Ostrau                                   |
| STERBEDATUM      | 5. August 2022                                    |
| STERBEORT        | Ulm–Wiblingen                                     |